# Ostfriesland (Schiff, 1985)
Die Ostfriesland ist eine kombinierte Autofähre und Passagierfähre der Reederei AG Ems, die ab 2014 zum ersten mit Flüssigerdgas (LNG) betriebenen Schiff unter deutscher Flagge umgebaut wurde. Sie absolvierte am 17. Juni 2015 die Jungfernfahrt im Erdgasbetrieb und verkehrt hauptsächlich auf der Verbindung zwischen Emden und Borkum. Gelegentlich wird die Fähre auch im Verkehr nach Eemshaven eingesetzt. Das Schiff transportiert Personen, Güter und Fahrzeuge.

## Allgemeines
Die Ostfriesland wurde unter der Baunummer 186 auf der Martin Jansen GmbH & Co. KG Schiffswerft und Maschinenfabrik in Leer gebaut. Die Kiellegung des Schiffes fand am 22. Dezember 1983, der Stapellauf am 12. Januar 1985 statt. Die Fertigstellung erfolgte im April 1985. 
Das Schiff wurde bis 2014 von zwei Schiffsdieselmotoren des Typs MaK 6 M 332 mit einer Leistung von jeweils 1.000 kW angetrieben. 2014 wurde es auf einen kombinierten LNG- und Dieselantrieb mit zwei Vielstoffmotoren (Dual-Fuel 6L20 DF) von Wärtsilä umgerüstet. Mit diesem LNG-Schiff wird auch das „Henne-Ei-Problem“ aufgelöst, da es bisher hieß, LNG-Bunkerstationen werden erst eingerichtet, wenn es in Deutschland auch Schiffe gibt, die LNG bunkern.
Das Schwesterschiff der Ostfriesland ist die Münsterland.
Zwischen 1960 und 1969 sowie zwischen 1970 und 1981 fuhren zwei andere Schiffe unter gleichen Namen auf der gleichen Route.

## Umbau der Fähre 2014/2015
Ab dem 21. Oktober 2013 wurde die neue Achtersektion für die Ostfriesland auf der Werft Brenn- und Verformtechnik (BVT) in Bremen-Vegesack gebaut. Die Fähre war zu dieser Zeit noch im Fährdienst. Sie erhielt im Jahr 2014 ein neues, größeres Achterschiff, das auch einen neuen Antrieb beinhaltet. Der Termin zur Hochzeit der Sektionen war auf den Herbst 2014 gelegt worden, damit das Fährschiff während der Saison 2014 noch in Betrieb bleiben konnte.
Seit 2015 kann die Fähre auch mit Flüssiggas (LNG) betrieben werden. Durch den rund 13 Mio. Euro teuren Umbau wurde das Schiff um rund 15 Meter länger, dadurch vergrößerte sich neben der Ladekapazität auch das Sonnendeck. Durch die Komplexität des Umbaus verzögerte sich die Wiederinbetriebnahme des Fährschiffs auf Mitte Juni 2015. Der Umbau auf LNG-Antrieb wurde mit 3,07 Mio. Euro von der EU gefördert. 
Bei diesem Umbau wurden auch die Brücke, die Bewirtschaftungs- und die Passagiereinrichtungen weitgehend erneuert und modernisiert. Dadurch entstand ein zeitgemäßes Fährschiff mit heutiger Infrastruktur.

### Neumotorisierung
Es wurden zwei neue Dual-Fuel-Dieselmotoren von Wärtsilä eingebaut, die zur Stromerzeugung auf jeweils einen Generator wirken, der mit einer Nennfrequenz von 60 Hz arbeitet. Zwei Gasmotoren von Mitsubishi, die als reine Ottomotoren arbeiten, dienen als Hilfsmotoren. Damit werden sowohl die Haupt- und Hilfsmotoren zur reinen Stromerzeugung verwendet und sind flexibel für den Fahr- und Hilfbetrieb sowie den Hotelbetrieb mit der Frequenz von 50 Hz einsetzbar. Zwei über Umrichter elektrisch angetriebene Schottel-Ruderpropeller sorgen für den Vortrieb des Schiffes.

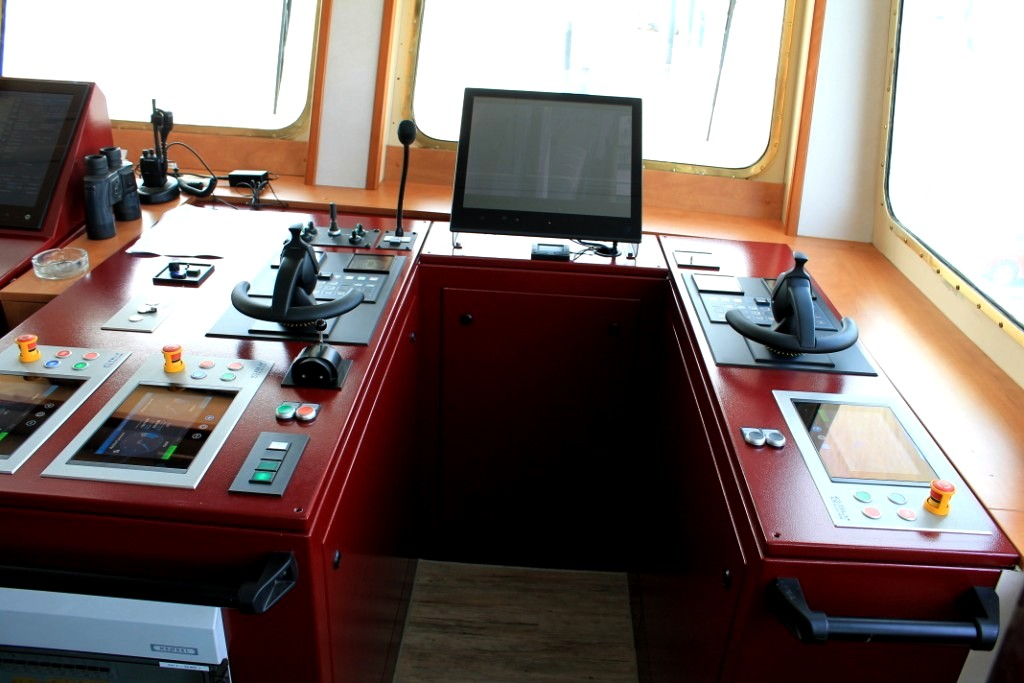
Blick auf den Steuerbord-Fahrstand
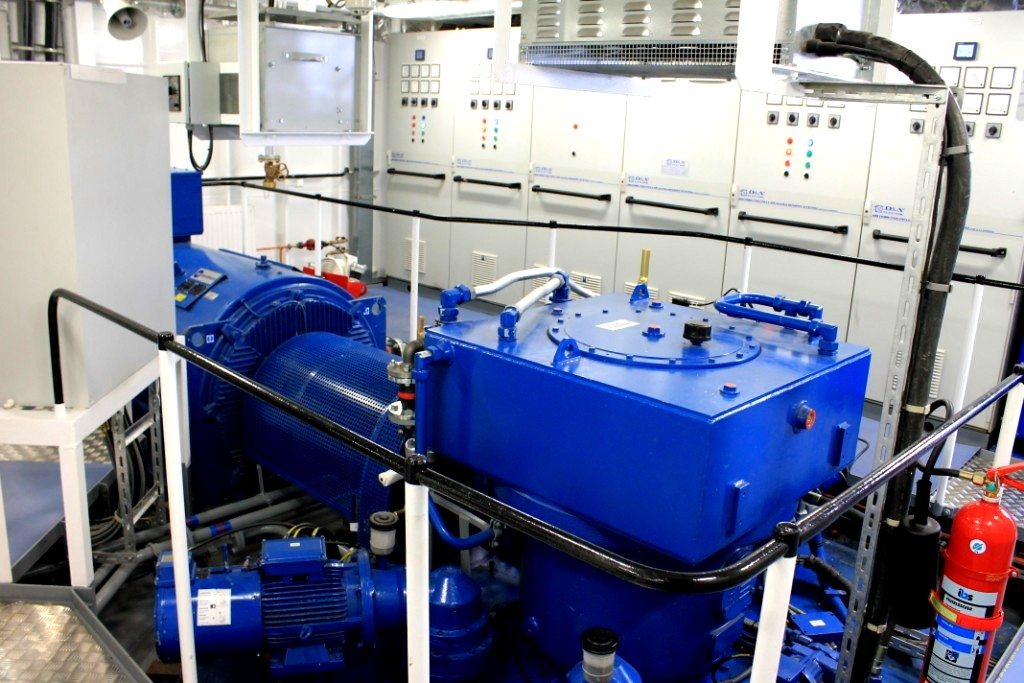
Maschinenraumansicht eines der Schottelantriebe
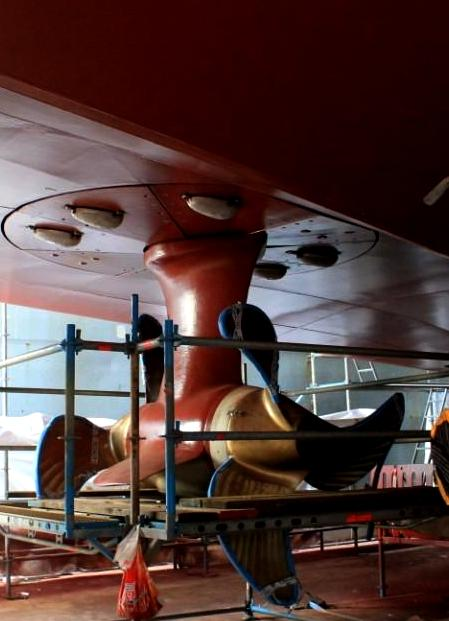
Einer der Schottelantriebe am Unterwasserschiff